# فلاکسوایلر
فلاکسوایلر (به لوکزامبورگی: Fluessweiler) یک شهرداری در استان گرونماخر کشور لوکزامبورگ است که ۳۰٫۱۷ کیلومترمربع مساحت دارد و جمعیت آن در سال ۲۰۰۹ میلادی ۱۵۹۶ نفر بوده‌است.